# Pallacanestro alla XV Universiade
Il torneo di pallacanestro della XV Universiade si è svolto a Duisburg, Germania Ovest, nel 1989.

## Podi

### Uomini
| Evento                            | Oro | Argento          | Bronzo         |
| Pallacanestro maschile (dettagli) | Stati Uniti Victor Alexander Stacey Augmon Matt Bullard Dale Davis Larry Johnson Anthony Jones Lyndon Jones Travis Mays Mark Randall Steve Scheffler Steve Smith Stephen Thompson All.: Gene Keady | Unione Sovietica | Germania Ovest |

## Medagliere
| Posizione | Paese            |   |   |   | Totale |
| --------- | ---------------- | - | - | - | ------ |
| 1         | Stati Uniti      | 1 | 0 | 0 | 1      |
| 2         | Unione Sovietica | 0 | 1 | 0 | 1      |
| 3         | Germania Ovest   | 0 | 0 | 1 | 1      |
| Totale    | Totale           | 1 | 1 | 1 | 3      |